# Театр в Древней Греции

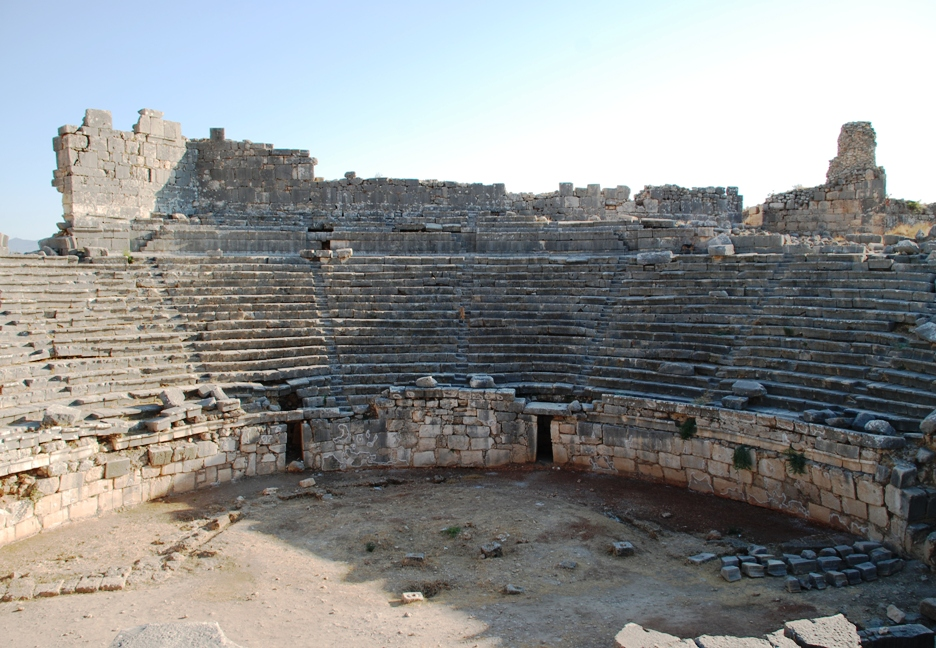
Руины древнегреческого театра в Ксанфе

Древнегреческий театр (др.-греч. θέατρον) — театр и его система в Древней Греции.
В Древней Греции театр был одним из факторов общественного развития, распространяя в народе религиозные и социально-этические понятия и объединяя тем самым разнообразные слои населения городов и деревень. Для греческого театра поэтами были созданы образцы драмы, имевшие влияние на драму римскую и новоевропейскую. Некоторые из этих образцов с незначительными переменами удержались в репертуаре новых театров и до сих пор появляются на сцене в подлинном их виде или в точных переводах на новые языки.

## История

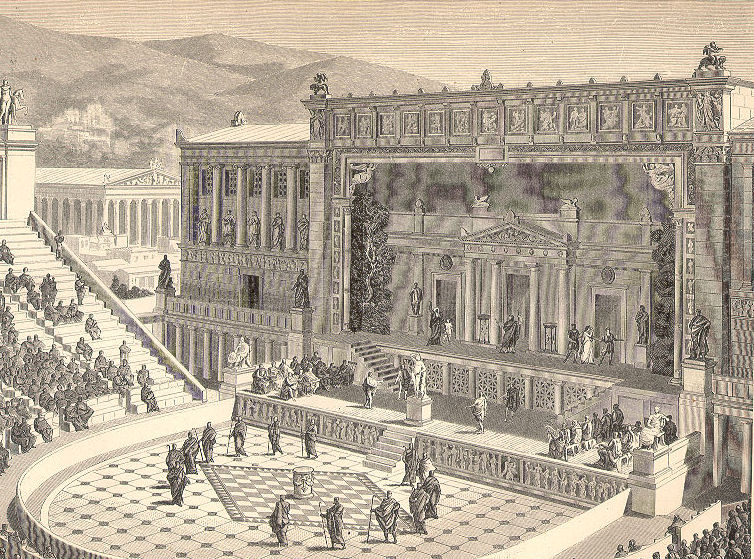
Театр Диониса в Афинах в римское время

Первоначально театр служил видом чествования бога Диониса. Так как религия была тесно связана с государственной жизнью, спектакли рассказывали о праздниках Диониса и были предметом забот государственных властей. Всенародным характером этих властей объясняются быстрый рост значимости театра в Афинах, привлечение к нему выдающихся поэтов, огромное количество написанных для театра пьес, а также обширность театра, вмещавшего в себе более десяти тысяч зрителей.
Священной принадлежностью театра был находившийся в орхестре алтарь Диониса, составлявший главную часть театра и являвшийся внешним образом выражения связи с культом Диониса и памяти о его религиозном начале. Драматические представления давались в Дионисии. Самый большой театр в Афинах — Театр Диониса — сооружён на юго-восточном склоне акрополя, на том участке земли, где находились два храма Диониса Освободителя. Актёры в Афинах и других местах составляли в более позднее время общества под названием «дионисовских мастеров». Наибольшее развитие театральные представления получили в Афинах со времени прочного установления демократии, то есть с начала V века до н. э.
Карл Мюллер на конкретном примере постановки одной из пьес Эсхила показывает, как «народ Афин необратимо втягивается в саму драму, причём способом, который призван быть частью действия. Театр, как по волшебству, преображается в Пникс».
Греческие театры, в частности, афинский, благодаря обширности и удобствам размещения публики служили и местом народного собрания, особенно III века до н. э. Сами представления, как и пьесы, с конца IV века до н. э. утратили религиозный характер, а вместе с тем и связь с Дионисовскими праздниками; важные события государственной жизни праздновались драматическими представлениями.

## Архитектурные особенности театрального здания

### Классическая Греция
В архитектурном отношении афинский театр послужил образцом для прочих греческих городов. В Греции театры строились обыкновенно на склонах холмов для сокращения издержек. Театр имел следующие части: пространство для зрителей, поднимавшееся ярусами из центра здания к краям в виде полукружия — четырёхугольная удлинённая площадь за орхестрой, занятая особым зданием, которое называлось скеной и орхестра, ровная утрамбованная площадка для хора и актёров, которые разыгрывали пьесу на одном уровне с хором поближе к зданию сцены (ἐπί σκηνῆς — «у сцены»).

### Эллинистическая Греция
В архитектурной истории афинского театра можно различить несколько периодов. В VI—V веков до н. э. важнейшую часть его составляет круглое пространство для хоровых плясок — орхестра; в середине алтарь, а по окружности с трёх сторон ряды деревянных сидений для зрителей. Приблизительно с половины V века до н. э. на четвёртой стороне круга воздвигается деревянное здание для актёров, «сцена»; передняя стена его служит задним фоном драматического действия. Между пространством для зрителей и зданием «сцены» устроены проходы (др.-греч. πάροδος) в орхестру, с обеих сторон. Только в IV веке до н. э. сооружён мраморный театр по сложившемуся исторически плану; постройка была начата Эвбулом и закончена при Ликурге, знаменитом финансовом деятеле и ораторе (338—326 годы до н. э.); сиденья были каменные, в первом ряду стояли кресла художественной работы для почётных зрителей; передняя стена «сцены» была украшена колонами. Перед этим зданием для каждого представления возводилась временная деревянная стена — просцений.
Около I века до н. э. в эпоху так называемой средней и новой комедии, временный просцений заменён постоянным, образовавшим каменную колоннаду, с тремя дверьми; остальные промежутки между колоннами были заложены досками (др.-греч. πίνακες) с соответствующими представлению изображениями. По самому характеру преобладавших в то время пьес перемена декораций требовалась редко; для таких случаев могли ставить временные декорации. Колоннада с передней стеной «сцены» соединялась помостом, так что перед зданием сцены получалось как бы другое узкое здание, в целом также называвшееся просцением. В этом виде театр и признан Витрувием типическим для Греции.
При Нероне орхестра и здание сцены были перестроены по римскому образцу приспособительно к гладиаторским боям и сценическим представлениям; только с этого времени актёры играли на упомянутом выше помосте на высоте 10—12 футов над орхестрою. Между зданием просцения и орхестрою находилось ещё свободное узкое четырёхугольное пространство, с боков ограждённое параскениями; открытое в орхестру, оно служило вместе с задним сегментом последней, ареною исполнения пьес совместно хором и актёрами. Боковые пристройки (др.-греч. παρασκήνια, параскении) в позднейших греческих и в римских театрах служили, как и здание сцены, сборным местом для хоревтов и актёров, а также местом хранения костюмов, машин и иных театральных принадлежностей. Орхестра и места для зрителей не имели кровли. В орхестре и на прилегающей к ней со стороны просцения площадки помещалось не более 25—30 лиц (хор из 12 или 15 хоревтов для трагедий и из 24 для комедий, затем 2—3 актёра). Количество мест для зрителей доходило в наибольшем из театров, мегалопольском, до 44 тыс., в афинском — до 17 тыс. На свои места публика проходила через орхестру по лестницам, а в орхестру снаружи вели боковые проходы. Ярусы мест для зрителей, если их было несколько, отделялись один от другого просторными проходами, по которым могла свободно двигаться публика. Обычными принадлежностями театра были декорации, машины, костюмы и маски для актёров.

### Акустика
В 2017 году исследователи из Нидерландов изучили акустические характеристики трёх сохранившихся театров (Одеон Герода Аттика, театры в Аргосе и Эпидавре) и пришли к выводу, что громкий голос актёра был слышен даже в задних рядах, а шёпот — только в передних.

## Актёры и хор

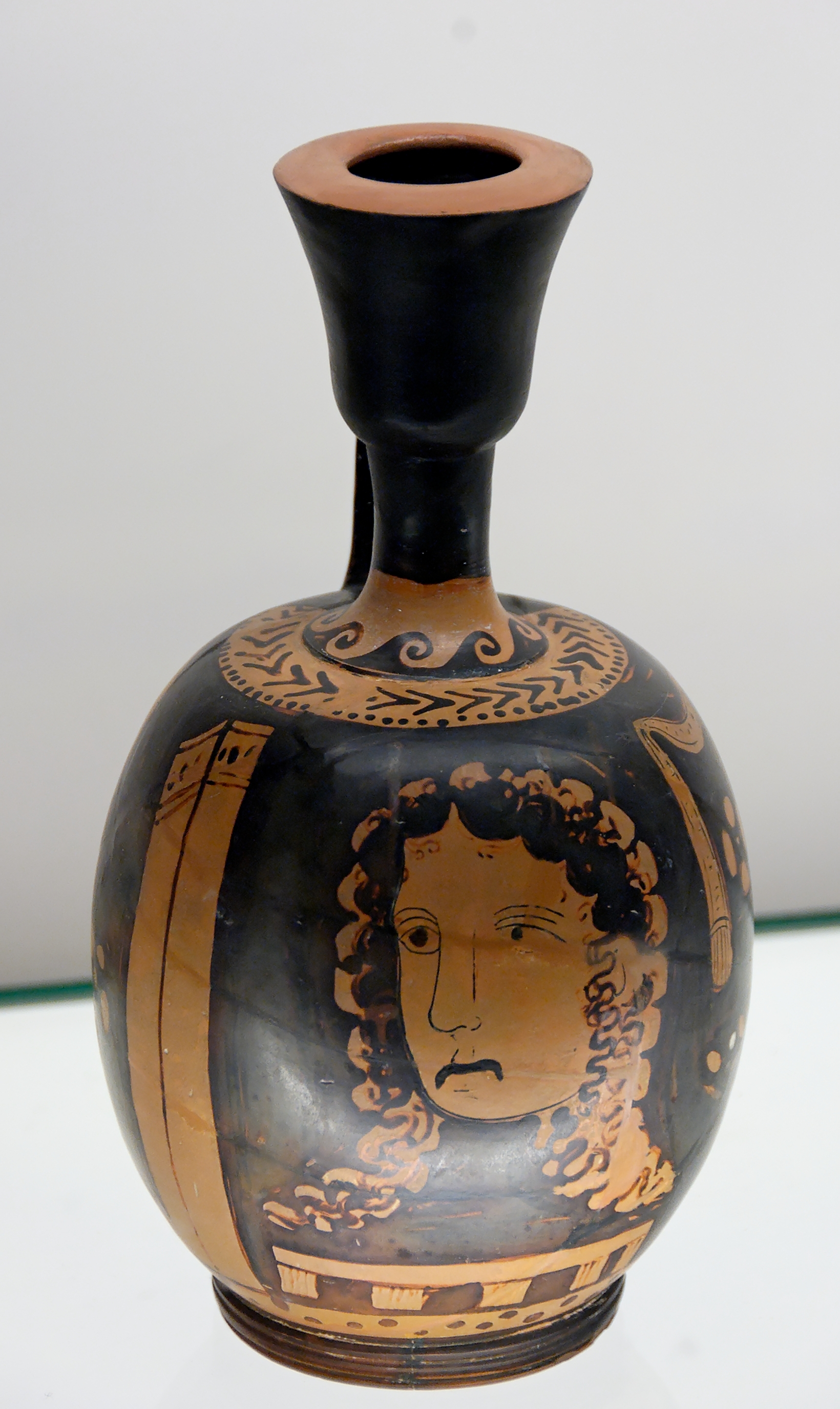
Трагическая маска на лекифе работы вазописца Примато, Британский музей

Драматические пьесы — трагедии и комедии — исполнялись актёрами и хором. Число главных актёров не превышало трёх, поэтому одному и тому же актёру иногда приходилось играть несколько ролей. Женские роли исполнялись мужчинами. Драматические представления были состязаниями, составлявшими обычную принадлежность греческих празднеств. Государство предоставляло в распоряжение авторов пьес актёров и хореографов, стараясь поставить состязающихся авторов в одинаковые условия успеха.
По важности ролей, принимаемых на себя актёрами, и по степени совершенства в игре актёры делились на протагонистов, девтерагонистов и тритагонистов. Наблюдение за представлениями лежало в Афинах на высших должностных лицах — архонтах. Распределение актёров между авторами производилось архонтом с помощью жребия. Архонт выбирал поэтов для состязания, одобрял или не одобрял пьесы. Из государственной казны шло вознаграждение актёров; выбор судей по жребию был также под наблюдением архонта; доставление и содержание хоров составляло государственную повинность (хорегия); записи о составе драматических состязаний и о победителях имели официальный характер; на счёт государства чествовались победители.
Представления давались под открытым небом при дневном свете в течение 3 или 4 дней. В состязании участвовали три поэта; каждый из трагиков выступал с трилогией или тетралогией, то есть группой пьес, состоявшей из трёх трагедий и одной сатирской драмы; в IV веке до н. э. давались по две и по три трагедии, с сатирской драмой впереди. Участвовавший в состязании поэт был вместе и режиссёром, и учителем, а в первое время и актёром: ещё Софокл играл в некоторых из своих пьес. На великих Дионисиях, главном из трёх театральных празднеств, были состязания трагиков и комиков; в состав представлений входили 15 пьес: 9 трагедий (по три от каждого автора), три сатирские драмы и три комедии (по одной пьесе от автора).

## Стоимость билетов
Первоначально драматические представления были открыты для всякого желающего бесплатно; допускались в театр мужчины и женщины, граждане и метеки; впоследствии, неизвестно когда, установлена была входная плата за место в театре в 2 обола, вносимая откупщику театра. Со времени Перикла народу из государственной казны выдавались деньги, в этой сумме на посещение театра, а в IV веке до н. э. была образована по предложению Эвбула особая зрелищная касса, пополнявшаяся из остатков от расходов на государственные нужды: неприкосновенность этой кассы для других целей была установлена законом, сохранявшим свою силу до 339 года до н. э.